# Sinibuldi

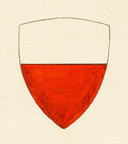
Stemma Sinibuldi.

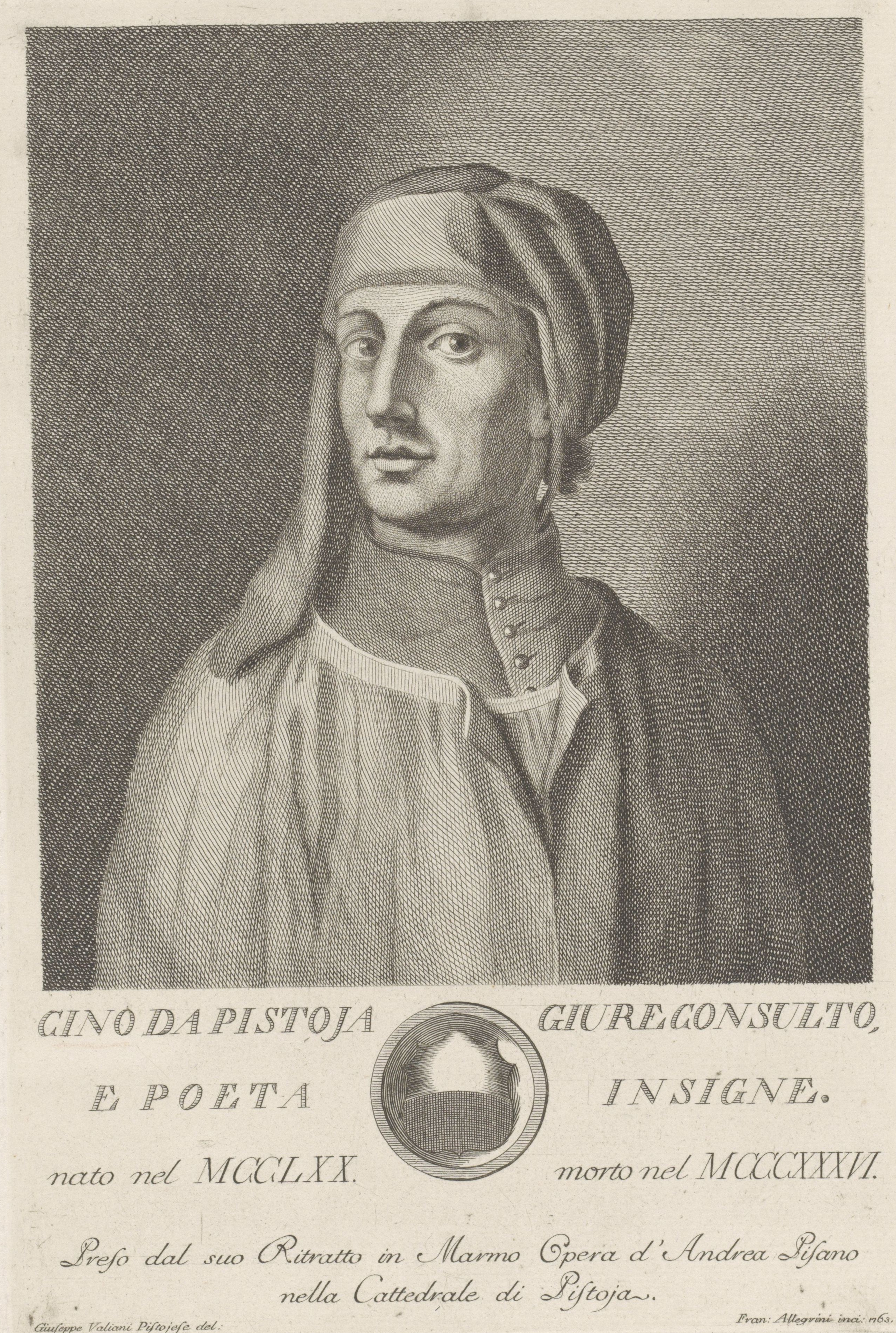
Cino da Pistoia

Sinibuldi fu una delle più antiche e nobili famiglie di Pistoia, estinta nel 1497. Capostipite fu Sigibuldo.

## Esponenti illustri
- Guittoncino Sinibuldi (XIII secolo), politico
- Cino Sinibuldi (o Cino da Pistoia) (1270-1336), poeta e giurista
- Tegrimo Sinibuldi (XIII secolo), politico
- Lapo Sinibuldi (XIII secolo), politico
- Bartolomeo Sinibuldi (?-1326), vescovo
- Mino Sinibuldi (XIII-XIV secolo), politico